# Sinopa
Sinopa is een geslacht van uitgestorven hyaeanodontiden dat leefde tijdens het Eoceen tot het Onder-Oligoceen in de Verenigde Staten en Azië.

## Kenmerken
Deze kleine hyaenodont moet qua uiterlijk en grootte vrij veel op een huidige genet hebben geleken. Sinopa had een geschat gewicht van 1,3 tot 1,4 kilogram. Het lichaam was slank en langwerpig en de benen dun en relatief slank, vergeleken met die van de meeste hyaenodonten.
De schedel was langwerpig, met een gereduceerde hersenholte. De sagittale kam was zeer ontwikkeld, net als de occipitale kammen. De oogkassen lagen op een bijna centrale positie, boven de kiezen, en de traanbeenderen strekken zich iets boven het gezichtsgebied uit. De neusbeenderen staken matig naar achteren uit. Het trommelvlies was niet verbeend. De tandformule omvatte vierenveertig tanden. De bovenste kiezen waren trituberculaat, met duidelijk onderscheiden paraconen en metaconen. De onderste kiezen, met goed ontwikkelde trigoniden, bezaten een talonide van vergelijkbare grootte, terwijl de hypoconulide niet duidelijk te onderscheiden was van de entoconide.
De staart was lang en krachtig, de poten vrij kort maar flexibel, met vijftenige voeten. De ellepijp was even sterk als het spaakbeen en het kuitbeen was iets gereduceerd. De talus bezat een ondiepe trochlea. Deze kenmerken zijn vergelijkbaar met die van voorouderlijke hyaenodonten, maar voor andere morfologische aspecten trok Sinopa carnivoren aan, zoals de reductie van de snijtanden, de robuustheid van de hoektanden en de verlenging van de wandbeenderen.

## Classificatie
Het geslacht Sinopa werd in 1871 benoemd door Joseph Leidy, op basis van fossiele resten, gevonden in bodems van het midden Eoceen van Wyoming. De typesoort is Sinopa rapax, waarvan de fossielen later ook in Nevada en Utah werden gevonden. Andere soorten die aan dit geslacht worden toegeschreven zijn S. minor, S. major, S. pungens en S. lania, allemaal afkomstig uit de Verenigde Staten. De welbekende soort S. grangeri kan identiek zijn aan S. major. In 2014 werd de Aziatische soort S. jilinia beschreven, gevonden in bodems van het late Midden-Eoceen in China, wat de aanzienlijke geografische verspreiding van dit geslacht weerspiegelt. Een Afrikaanse soort beschreven door Andrews in 1906 als S. ethiopica, waarvan de fossielen werden gevonden in Egypte, werd later toegeschreven aan andere geslachten van creodonten, zoals Metasinopa.
Sinopa is een van de meest bekende geslachten onder de hyaenodonten, dankzij de talrijke fossielen die in Wyoming in de Bridger-formatie zijn gevonden. Sinopa is de bekendste vertegenwoordiger van de Sinopaninae, een groep kleine hyaenodonten die lijkt op de pro-viverrines, maar met meer afgeleide gebitskenmerken.

## Taxonomie
De vermeende Afrikaanse soort Sinopa ethiopica uit Egypte werd door Savage, 1965 als een soort van Metasinopa beschouwd, hoewel Holroyd (1994) het als een potentieel nieuw geslacht beschouwde. Het type-exemplaar werd gevonden in de Bridger-formatie in Uinta County in Wyoming en leefde 50,3 tot 46,2 miljoen jaar geleden.